# Balian Buschbaum
Balian Buschbaum, nato come Yvonne Buschbaum (Ulma, 14 luglio 1980), è un ex astista tedesco.

## Biografia
Balian Buschbaum, per nascita appartenente al sesso femminile, nella vita ha adottato il ruolo di genere maschile dal 2007. In carriera ha gareggiato nel salto con l'asta nelle categorie femminili.
Prima del cambiamento di sesso ha ottenuto come miglior record personale i 4 metri e 70 nel giugno 2003 ad Ulma, ponendosi al secondo posto tra le migliori saltatrici d'asta tedesche di sempre, dietro ad Annika Becker. Tra i suoi massimi piazzamenti si ricorda la medaglia d'oro ai campionati europei d'atletica juniores a Riga nel 1999. Ha partecipato inoltre ai Giochi olimpici di Sydney nel 2000, classificandosi al sesto posto.
Dopo una lunga serie di infortuni, Balian Buschbaum annunciò di ritirarsi e di voler cambiare sesso. Dopo una lunga terapia ormonale è passato al genere maschile e ha cambiato nome da Yvonne a Balian, ispirandosi al protagonista del film Le crociate - Kingdom of Heaven. Questa scelta ha comportato la sua esclusione dalle Olimpiadi di Pechino. Attualmente ricopre il ruolo di allenatore.